# Список городских районов Пруссии
Городской район (нем. Stadtkreis) — в Пруссии в 1815—1945 годы город (с населением более 25.000), не входящий в район и находящийся в прямом подчинении у административного округа.

## Список городских районов
| Округ        | Городские районы | Примечание |
| ------------ | --- | --- |
| Кёнигсберг   | Кёнигсберг | В 1945 году перешёл СССР (России) где получил аналогичный статус города областного подчинения |
| Гумбиннен    | Инстербург Тильзит                                                                                                   | В 1945 году перешли СССР (России), где получили аналогичный статус городов областного подчинения. Крупнейшим городом округа являлся Тильзит, второй по величине — Инстербург. |
| Алленштайн   | Алленштейн | В 1945 году перешёл Польше, где получил аналогичный статус городского повята. |
| Данциг       | Данциг Эльбинг | В 1919 году Данциг был выделен в Вольный город Данциг, Эльбинг перешёл Восточной Пруссии. В 1945 году оба города перешли Польше, где получили аналогичный статус городских повятов. |
| Мариенвердер | Торн Грауденц | В 1919 году отошли Польше, где были переименованы в Торунь и Грудзёндз и получили аналогичный статус городских повятов. |
| Позен        | Позен | В 1919 году отошёл Польше где был переименован в Познань и получил аналогичный статус городского повята. |
| Бромберг     | Бромберг Шнайдемюль                                                                                                  | В 1919 году Бромберг отошёл Польше, где был переименован в Быдгощь и получил аналогичный статус городского повята. Шнайдемюль был выделен в Пограничную марку Позен-Западная Пруссия и в 1945 году был передан Польше, переименован в Пилу и получил аналогичный статус городского повета. |
| Бреслау      | Бреслау Швайдниц | Позднее к ним были добавлены Бриг (1907) и Вальденбург (1924). В 1945 году все они были переданы Польше, переименованы во Вроцлав, Свидницу, Бжег и Валбжих и получили аналогичный статус городского повята. |
| Лигниц       | Лигниц Гёрлиц | Позднее к ним были добавлены Грюнберг и Хиршберг (1922). В 1945 году Лигниц, Грюнберг и Хиршберг были переданы Польше, переименованы в Легницу, Зелёна-Гура и Еленя-Гура и получили аналогичный статус городского повята. Крупнейший город округа — Гёрлиц. |
| Оппельн      | Каттовиц Кёнигсхютте Гляйвиц Бойтен Оппельн Ратибор                                                                  | Позднее к ним были добавлены Нейссе (1911) и Гинденбург (1927). В 1919 году Каттовиц и Кёнигсхютте были переданы Польше, переименованы в Катовице и Хожув и получили аналогичный статус городского повята. В 1945 году Гляйвиц, Бойтен, Гинденбург, Оппельн, Ратибор и Нейссе были переданы Польше, переименованы в Гливице, Бытом, Забже, Ополе, Рацибуж и Нису и получили аналогичный статус городского повята. Крупнейшим городом округа являлся Каттовиц, после 1919 года — Гляйвиц, второй по величине — Гинденбург, третий — Бойтен. |
| Штеттин      | Штеттин Штаргард | В 1945 году они перешли Польше, переименованы в Щецин и Старгард. Щецин получил аналогичный статус городского повята. |
| Кёслин       | Штольп Кольберг Кёслин                                                                                               | В 1945 году они перешли Польше, переименованы в Слупск, Колобжег и Кошалин. Слупск и Кошалин получили аналогичный статус городского повята. Крупнейший город округа — Штольп, второй по величине — Кольберг. |
| Штральзунд   | Штральзунд Грайфсвальд                                                                                               | В 2011 году они были лишены этого статуса. |
| Франкфурт    | Франкфурт-на-Одере Котбус Ландсберг-на-Варте Губен Форст                                                             | Ландсберг-на-Варте был в 1945 году передан Польше, Губен и Форст были лишены статуса городского района в 1950-е годы. |
| Потсдам      | Потсдам Бранденбург-на-Хафеле Шарлоттенбург Шпандау Шёнеберг Риксдорф                                                | Позднее к ним были добавлены Вильмерсдорф (1907), Лихтенберг (1908), Эберсвальде (1911), Виттенберге (1922) и Ратенов (1925), но в 1950-м году они были лишены этого статуса. Шарлоттенбург, Шпандау, Шёнеберг, Риксдорф, Лихтенберг и Эберсвальде ещё в 1920-м году присоединены к Берлину. |
| Магдебург    | Магдебург Хальберштадт Ашерслебен                                                                                    | Позднее к ним были добавлены Штендаль (1909), Кведлинбург (1911), Бург (1924), Зальцведель и Шёнебек, но в 1950-м году все они, а также Хальберштадт и Ашерслебен, были лишены этого статуса. |
| Мерзебург    | Галле Вайсенфельс Цайц                                                                                               | Позднее к ним были добавлены Айслебен (1908), Наумбург (1914), Мерзебург (1921), Виттенберг (1922), но в 1950-м году все они, а также Вайсенфельс и Цайц, были лишены этого статуса. Крупнейший города округа — Галле, второй по величине — Вайсенфельс, третий — Цайц. |
| Эрфурт       | Эрфурт Нордхаузен Мюльхаузен                                                                                         | В 1950-м году Нордхаузен и Мюльхаузен были лишены этого статуса. |
| Шлезвиг      | Альтона Киль Фленсбург Ноймюнстер Вандсбек                                                                           | В 1938 году к ним был добавлен Любек. Альтона и Вандсбек были присоединены к Гамбургу. Крупнейший город округа — Киль. |
| Ганновер     | Ганновер Линден | В 1923 году к нему был добавлен Хамельн, но в 1973 году он был лишён этого статуса. |
| Аурих        | Эмден | В 1919 году к нему был добавлен Вильгельмсхафен. Крупнейший город округа — Эмден, второй по величине — Вильгельмсхафен. |
| Оснабрюк     | Оснабрюк | |
| Штаде        | | В 1920 году статус городского района получил Лее, в 1922 — Гестемюнде, в 1924 году они объединились в Везермюнде, в 1947 году он был переименован в Бремерхафен и передан Бремену. Крупнейший город — Везермюнде. |
| Люнебург     | Харбург Целле Люнебург                                                                                               | Харбург в 1938 году был присоединён к Гамбургу, остальные в 1970-е годы были лишены статуса городского района. Крупнейший город округа — Харбург. |
| Хильдесхайм  | Хильдесхайм Гёттинген                                                                                                | В 1922 году к ним был добавлен Гослар, но 1960—70-е годы все города округа были лишены этого статуса. |
| Мюнстер      | Мюнстер Гельзенкирхен Реклингхаузен                                                                                  | Позднее к ним были добавлены Буер (1912), Ботроп (1921), Гладбек (1921), Бохольт (1923), Кастроп-Рауксель (1928), но в 1960—1970-е годы они (кроме Ботропа), а также Реклингхаузен, были лишены этого статуса, Буер ещё в 1928 году был присоединён к Гельзенкирхену. Крупнейший город округа — Гельзенкирхен. |
| Минден       | Билефельд | В 1911 году к нему был добавлен Херфорд, но в 1969 году он был лишён этого статуса. Крупнейший город — Билефельд. |
| Арнсберг     | Дортмунд Бохум Хаген Виттен Хамм Херне                                                                               | Позднее к ним были добавлены Изерлон (1907), Люденшайд (1907), Хёрде (1911), Зиген (1923), Ванне-Айккель (1926), Ваттеншайд (1926), Люнен (1928), но 1960—1970-е годы они были лишены этого статуса, Хёрде ещё в 1928 году был присоединён к Дортмунду, Ванне-Айккель в 1975 году был присоединён к Херне, Ваттеншайд — к Бохуму. Крупнейший город округа — Дортмунд, второй по величине — Бохум, третий — Хаген, четвёртый — Ванне-Айккель.                                                                                               |
| Кёльн        | Кёльн Бонн Мюльхайм-на-Рейне                                                                                         | Мюльхайм-на-Рейне в 1914 году был присоединён к Кёльну. |
| Дюссельдорф  | Дюссельдорф Бармен Эльберфельд Эссен Крефельд Дуйсбург Мёнхенгладбах Ремшайд Золинген Оберхаузен Мюльхайм-ан-дер-Рур | Позднее к ним были добавлены Райдт (1907), Хамборн (1911), Нойс (1913), Штеркраде (1917), Остерфельд (1922), Фирзен (1929), но в 1960—1970-е годы они были лишены этого статуса. Хамборн ещё в 1929 году был присоединён к Дуйсбургу, Штеркраде и Остерфельд — к Оберхаузену, Бармен и Эльберфельд объединились в Вупперталь, Райдт в 1975 году был присоединён к Мёнхенгладбаху. Крупнейший город округа — Эссен. |
| Аахен        | Аахен | |
| Кобленц      | Кобленц | |
| Трир         | Трир | В 1909 году к нему был добавлен Саарбрюккен. |
| Висбаден     | Висбаден Франкфурт-на-Майне                                                                                          | Крупнейший город округа — Франкфурт-на-Майне. |
| Кассель      | Кассель Ханау | Позднее к ним были добавлены Фульда (1927) и Марбург (1929), но в 1974 году они (а также Ханау) лишились этого статуса. |